# CNN ENGLISH EXPRESS
『CNN ENGLISH EXPRESS』（シーエヌエヌ・イングリッシュ・エクスプレス）は朝日出版社から発行されている英語学習雑誌。毎月6日発売。1987年4月に創刊した。CNNのニュースやインタビュー番組などを素材にした内容で、「聞ける！ わかる！ リスニング楽習誌♪」をキャッチフレーズにしている。

## 連載
- 巻頭インタビュー
- DVDで英会話
- 最強のリスニング
- 基礎トレーニング
- ニュース・ダイジェスト
- ニュース・セレクション
- CNN特集
- ショウビズ
- ラリー・キング・ライブ
- カッティング・エッジ
- アンダーソン・クーパー・360

## 巻頭インタビュー出演者
- 蟹瀬誠一（2007年11月号）
- 野口聡一（2007年10月号）
- 斎藤兆史（2007年9月号）
- 中井亜希（2007年8月号）
- 石井苗子（2007年7月号）
- 伊藤サム（2007年6月号）
- タケカワ ユキヒデ（2007年5月号）
- 井形慶子（2007年3月号）
- リチャード・クエスト（2007年2月号）